# Nesippus crypturus
Nesippus crypturus is een eenoogkreeftjessoort uit de familie van de Pandaridae. De wetenschappelijke naam van de soort is voor het eerst geldig gepubliceerd in 1865 door Heller.